# Rhantus socialis
Rhantus socialis is een keversoort uit de familie waterroofkevers (Dytiscidae). De wetenschappelijke naam van de soort werd in 1876 als Colymbetes socialis gepubliceerd door Charles Owen Waterhouse.